# Scotty Marion
Scotty Alan Marion (* ? in Huntsville, Alabama; † vermutlich 8. August 2003 in der Ostschweiz) war ein US-amerikanischer Gleitschirmpilot.
Zum Fliegen kam er, als er als Jagdführer in Alaska arbeitete und dort Gleitschirmflieger beobachten konnte. Marion, der bereits eine Pilotenlizenz für Kleinflugzeuge hatte, sah im Gleitschirmfliegen nach eigener Aussage den perfekten Kompromiss zwischen den Risiken der Bärenjagd und der Fliegerei in einem kleinen Flugzeug.
Marion war der erste US-Amerikaner, der einen PWC-Lauf gewann.
Am Freitag, dem 8. August 2003 startete Marion zu einem Streckenflug, bei dem er einen neuen Streckenrekord aufstellen wollte, von der Ebenalp in Appenzell aus. Zuletzt gesehen wurde er am Freitag um ca. 13 Uhr beim Überflug vom Chäserrugg in Richtung Flums. Danach verliert sich seine Spur. Da sein Verschwinden nicht sofort bemerkt wurde, begann erst am folgenden Montag eine große Suchaktion. Da an diesem Freitag sehr gutes Streckenflugwetter herrschte und keine genauen Flugabsichten bekannt waren, ist das Gebiet, in der Marion abgestürzt oder gelandet sein könnte, enorm groß. Die Suchaktion wurde noch über längere Zeit von privater Seite fortgesetzt. Bis heute (Dezember 2011) wurde jedoch keine Spur von ihm oder seinem Gleitschirm gefunden.

## Erfolge
| Jahr | Wettbewerb                                          | Platzierung |
| ---- | --------------------------------------------------- | ----------- |
| 2003 | Paragliding World Cup – Japan                       | 1.          |
| 2003 | FAI Gleitschirm-Streckenflug Weltmeisterschaft 2003 | 7.          |
| 2002 | Paragliding World Cup – Gesamtwertung               | 2.          |
| 2002 | Paragliding World Cup – Mexiko                      | 1.          |
| 2002 | Paragliding World Cup – Korea                       | 1.          |
| 2002 | Paragliding World Cup – Frankreich                  | 2.          |
| 2002 | Paragliding World Cup – Türkei                      | 1.          |
| 2001 | USA Championships                                   | 1.          |

| Personendaten    | Personendaten                            |
| ---------------- | ---------------------------------------- |
| NAME             | Marion, Scotty                           |
| ALTERNATIVNAMEN  | Marion, Scotty Alan (vollständiger Name) |
| KURZBESCHREIBUNG | US-amerikanischer Gleitschirmpilot       |
| GEBURTSDATUM     | 20. Jahrhundert                          |
| GEBURTSORT       | Huntsville, Alabama                      |
| STERBEDATUM      | unsicher: 8. August 2003                 |
| STERBEORT        | Ostschweiz                               |